# Stictochironomus kamiprimus
Stictochironomus kamiprimus är en tvåvingeart som beskrevs av Sasa och Hirabayashi 1991. Stictochironomus kamiprimus ingår i släktet Stictochironomus och familjen fjädermyggor. Inga underarter finns listade i Catalogue of Life.